# Fimbristylis celebica
Fimbristylis celebica är en halvgräsart som beskrevs av Jisaburo Ohwi. Fimbristylis celebica ingår i släktet Fimbristylis och familjen halvgräs.
Artens utbredningsområde är Sulawesi. Inga underarter finns listade i Catalogue of Life.